# Muskum jezik
Muskum jezik (muzgum; ISO 639-3: mje), izumrli jezik skupine biu-mandara, koji se donedavno govorio u čadskoj regiji Mayo-Kebbi Est, u departmanu Mayo-Boneye duž rijeke Logone, selo Muskum (Mouskoun), 10 km. sjeverno od Katoa. Godine 1976 govorio je njime svega jedan govornik.
Leksička sličnost (40%) jeziku musgu [mug]. Pripadnici etničke grupe danas govore musguskim dijalektom vulum.

## Vanjske poveznice
- Ethnologue (14th)
- Ethnologue (15th)